# Archbold (Ohio)
Pour les articles homonymes, voir Archbold.
Archbold est un village américain situé dans le comté de Fulton, dans l'Ohio. Selon le recensement de 2010, sa population est de 4 346 habitants.